# نشل

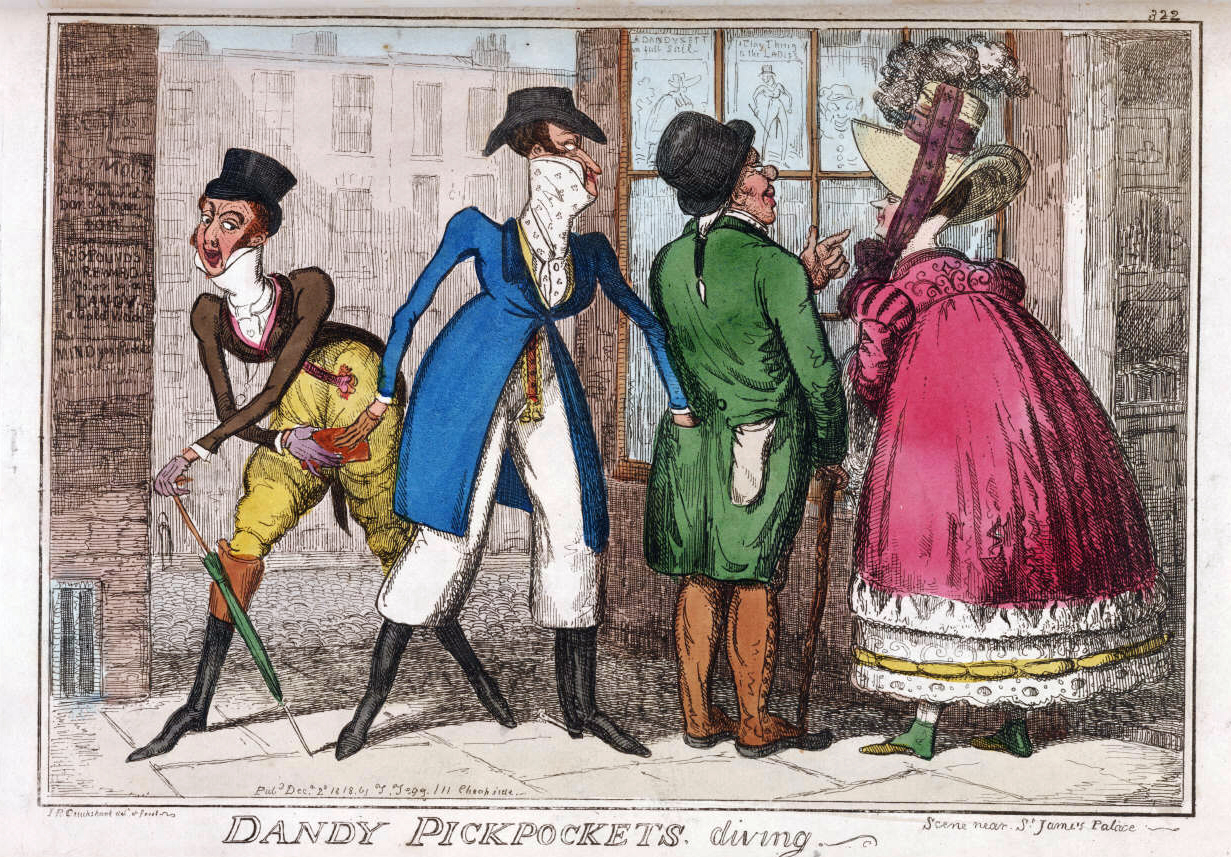
لوحة لنشالون، 1818

النشل هو شكل من أشكال السرقة التي تنطوي على سرقة الأموال أو الأشياء الثمينة الأخرى من الشخص أو من جيب الضحية دون أن تُلاحظ السرقة في ذلك الوقت. قد ينطوي على براعة كبيرة وموهبة وخفة يد. يُعرف اللص الذي يعمل بهذه الطريقة بالنشال .
يقوم النشّالون واللصوص الآخرون، خاصة أولئك الذين يعملون على بمجموعات وفرق، أحيانًا بالإلهاء، مثل طرح سؤال أو الاصطدام بالضحية. تتطلب هذه السلوكيات أحيانًا خفة يد والسرعة والتوجيه الخاطئ وأنواع أخرى من المهارات.
يمكن العثور على النشالين في أي مكان مزدحم حول العالم. ومع ذلك تصنف برشلونة وروما مؤخرًا بأنهما ملاذات خطيرة للنشالين خاصة. من المعروف أن اللصوص يعملون في المناطق ذات الازدحام الشديد مثل محطات النقل الجماعي، وحتى ركوب قطارات الأنفاق حتى يتمكنوا من استخدام الحشود وحركات التوقف والانطلاق المفاجئة من القطار مشتتاتٍ للسرقة من الآخرين. بمجرد أن يحصل اللصوص على ما يريدون، ينزلون ببساطة في المحطة التالية تاركين الضحية غير قادرة على معرفة من سرقهم ومتى.
يستخدم مهارات النشل بعضُ السحرة شكلًا من أشكال الترفيه، إما بأخذ عنصر من المتفرج أو إعادته دون أن يعلموا أنهم فقدوه.